# Manjärv, Norrbotten
Manjärv är en sjö i Älvsbyns kommun i Norrbotten och ingår i Piteälvens huvudavrinningsområde. Sjön är 3 meter djup, har en yta på 5,01 kvadratkilometer och befinner sig 104,8 meter över havet. Manjärv ligger i Piteälven Natura 2000-område. Sjön avvattnas av vattendraget Vistån (Kvarnbäcken).

## Delavrinningsområde
Manjärv ingår i det delavrinningsområde (730545-171547) som SMHI kallar för Utloppet av Manjärv. Medelhöjden är 186 meter över havet och ytan är 40,15 kvadratkilometer. Räknas de 100 avrinningsområdena uppströms in blir den ackumulerade arean 1 002,66 kvadratkilometer. Vistån (Kvarnbäcken) som avvattnar avrinningsområdet har biflödesordning 2, vilket innebär att vattnet flödar genom totalt 2 vattendrag innan det når havet efter 75 kilometer. Avrinningsområdet består mestadels av skog (67 procent). Avrinningsområdet har 5,09 kvadratkilometer vattenytor vilket ger det en sjöprocent på 12,7 procent.

## Galleri

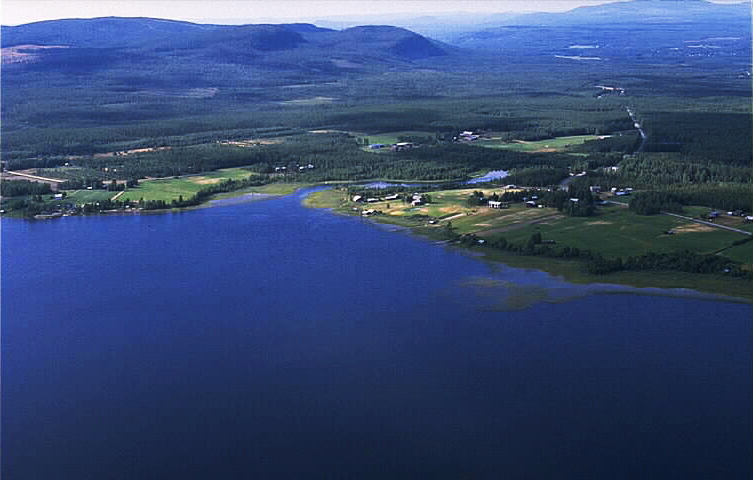
På bilden syns Vistån med Kvarnselet och Kvarnforsen.
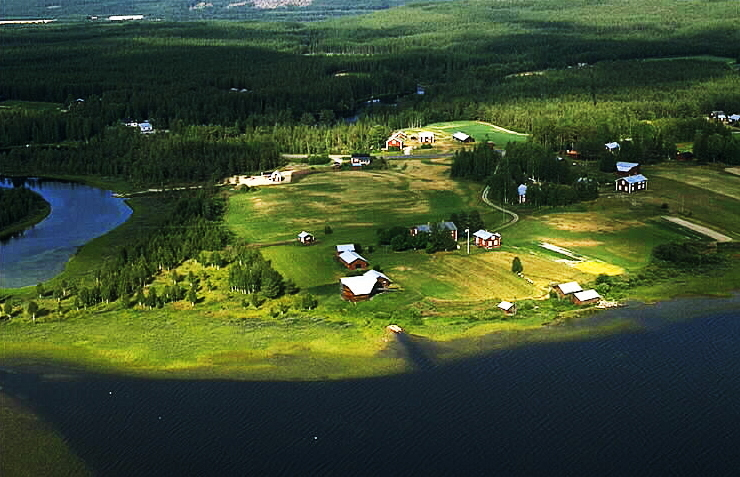
Byn Manjärv.